# Mailly-le-Camp
 Mailly-le-Camp  es una población y comuna francesa, en la región de Champaña-Ardenas, departamento de Aube, en el distrito de Troyes y cantón de Arcis-sur-Aube.

## Demografía
| 1448 | 1490 | 1593 | 1589 | 1375 | 1423 |
| Para los censos de 1962 a 1999 la población legal corresponde a la población sin duplicidades (Fuente: INSEE [Consultar]) |      |      |      |      |      |